# Хлебная (приток Рыбной)

Хлебная — река в России, протекает в Славском районе Калининградской области. Река впадает в Рыбную и Бичеву. Длина реки — 15 км, площадь её водосборного бассейна — 31,7 км².

## Данные водного реестра
По данным государственного водного реестра России относится к Балтийскому бассейновому округу, водохозяйственный участок реки — реки бассейна Балтийского моря в Калининградской области без рек Неман и Преголя, подбассейн у реки отсутствует. Относится к речному бассейну реки Неман и рекам бассейна Балтийского моря (российская часть в Калининградской области).
По данным геоинформационной системы водохозяйственного районирования территории РФ, подготовленной Федеральным агентством водных ресурсов:
- Код водного объекта в государственном водном реестре — 01010000312104300000329
- Код по гидрологической изученности (ГИ) — 104300032
- Код бассейна — 01.01.00.003
- Номер тома по ГИ — 04
- Выпуск по ГИ — 3